# Dystasiopsis malaccana
Dystasiopsis malaccana är en skalbaggsart som beskrevs av Stefan von Breuning 1974. Dystasiopsis malaccana ingår i släktet Dystasiopsis och familjen långhorningar. Inga underarter finns listade i Catalogue of Life.